# Supercopa do Brasil (Frauenfußball)
Der brasilianische Fußballsuperpokal der Frauen (portugiesisch Supercopa do Brasil de Futebol Feminino) ist ein vom nationalen brasilianischen Fußballverband Confederação Brasileira de Futebol (CBF) organisierter Vereinswettbewerb für Frauenmannschaften, der in der Spielzeit 2022 erstmals ausgetragen wurde.

## Geschichte
Der Wettbewerb um den Superpokal der Frauen wurde am 4. Februar 2021 von der CBF ins Leben gerufen. Im Unterschied zum klassischen Superpokal-Wettbewerbsformat, in dem der Landesmeister gegen den Verbandspokalsieger einer Saison antritt, entsprach die Konzeption des neuen Wettbewerbs von Beginn an ungeachtet seines Namens dem eines Ligapokals, um den mehrere Vereine der höchsten Spielklasse der nationalen Meisterschaft (Série A1) spielen. Ursprünglich war vorgesehen, dass alle 16 Vereine der Série A1 der Saison 2022 parallel zum Meisterschaftswettkampf im K.-o.-Modus um den Superpokal spielen sollten. Diese Planung wurde aus organisatorischen Gründen fallen gelassen und das Teilnehmerfeld zur ersten Austragung 2022 auf acht Vereine reduziert, die an drei Spieltagen vor Eröffnung des Ligabetriebs den Pokalsieger unter sich ermitteln sollen. Die Teilnehmer der ersten Austragung wurden am 6. Dezember 2021 bekannt gegeben, die zwischen den 6. und 13. Februar 2022 terminiert wurde.

## Liste der Sieger
| Saison | Superpokalsieger        | Finalist                | Teilnehmer | Quelle |
| ------ | ----------------------- | ----------------------- | ---------- | ------ |
| 2022   | SC Corinthians Paulista | Grêmio FBPA             | 8          | [ 4 ]  |
| 2023   | SC Corinthians Paulista | CR Flamengo             | 8          | [ 5 ]  |
| 2024   | SC Corinthians Paulista | Cruzeiro EC             | 8          | [ 6 ]  |
| 2025   | São Paulo FC            | SC Corinthians Paulista | 8          | [ 7 ]  |